# Synthèse soustractive
Pour les articles homonymes, voir Synthèse.

Synthèse soustractive.

La synthèse soustractive des couleurs est le procédé consistant à combiner l'absorption d'au moins trois colorants pour obtenir les nuances d'une gamme.
Le terme soustractif vient du fait qu'un objet coloré absorbe une partie de la lumière incidente. Il soustrait donc de l'énergie de celle-ci. En affaiblissant certaines parties du spectre, les colorants en laissent d'autres prépondérantes, qui déterminent la couleur résultante. On emploie l'adjectif soustractive par opposition à la synthèse additive. Ce terme est cependant trompeur, car les primaires n'effectuent pas, sur la lumière de l'éclairant, une soustraction, mais une multiplication, différente pour chaque partie du spectre, par un nombre compris entre 0 et 1.
La photographie argentique en couleurs et l'impression en couleurs utilisent des procédés de synthèse soustractive.  
Les trois colorants utilisés pour la synthèse soustractive sont un bleu, un jaune et un rouge. Leur spectre d'absorption et leur transparence doivent convenir au procédé. Leur couleur exacte peut varier ; elle détermine la gamme de couleurs qu'on peut obtenir.

## Théorie
La perception des couleurs dépend des longueurs d'onde des rayonnements lumineux qui parviennent à la rétine, au fond de l'œil. Les trois sortes de cônes qui la tapissent sont inégalement sensibles aux différentes régions du spectre lumineux. Le système nerveux transforme les différences de réponse de ces cônes en perception de couleur ; de sorte que des lumières qui créent la même réponse dans les cônes ont la même couleur, même si elles sont physiquement différentes. La trichromie tire parti de cette particularité pour créer, avec seulement trois couleurs, les couleurs intermédiaires.
Il y a deux façons de mettre en œuvre un procédé trichrome. Soit on part du noir (aucune lumière) et on y ajoute des quantités réglées de lumières des couleurs primaires : c'est la synthèse additive des couleurs (par exemple sur un écran) ; soit on part du blanc d'une surface illuminée et on retire de son spectre lumineux des rayonnements, pour obtenir un spectre qui produit la sensation de couleur recherchée. On peut y parvenir avec trois matières colorantes, dont l'association deux par deux permet de s'approcher des primaires de la synthèse additive.

### Couleurs optimales et colorants bloc
La théorie de la synthèse soustractive des couleurs suppose qu'on utilise des colorants bloc (« block dyes » en anglais). Il n'en existe que des lointaines approximations dans la réalité ; mais ils permettent des explications et des calculs simplifiés. Ces colorants bloc se définissent comme des filtres parfaits. Entre deux longueurs d'onde,
- soit ils laissent passer tous les rayonnements lumineux, et dans ce cas, ils bloquent absolument tout le reste ;
- soit ils bloquent absolument tous les rayonnements lumineux, et dans ce cas, ils laissent passer tout le reste.

Les longueurs d'onde limite des trois couleurs fondamentales doivent coïncider, divisant l'ensemble du spectre visible — qui va de 400 nm (extrémité bleu-violet) à 700 nm (extrémité rouge) — en trois parties à peu près égales : les deux limites des domaines des couleurs primaires peuvent être à 490 nm et 580 nm.
On appelle couleur optimale une couleur répondant aux mêmes conditions qu'un colorant bloc, c'est-à-dire une couleur dont le spectre comprend une plage où la luminosité est maximale alors qu'elle est nulle partout ailleurs. Une couleur optimale a la particularité d'être la plus lumineuse possible pour une impression colorée donnée (luminance énergétique, longueur d'onde dominante et pureté d'excitation).

### Division du spectre en trois

Position sur le diagramme de chromaticité des couleurs fondamentales et des couleurs primaires avec des couleurs optimales, transitions à 490 nm et 580 nm. Les couleurs fondamentales, au milieu des côtés du triangle, sont moins saturées que les couleurs primaires obtenues par mélange, aux sommets du triangle.

Le spectre visible va délimiter trois couleurs optimales primaires possibles pour une synthèse additive :
- toutes les longueurs d'onde de 400 nm à 490 nm — couleur optimale primaire bleue (longueur d'onde dominante à 460 nm, pureté d'excitation à 98 %) ;
- toutes les longueurs d'onde de 490 nm à 580 nm — couleur optimale primaire verte (longueur d'onde dominante à 540 nm, pureté d'excitation à 77 %) ;
- toutes les longueurs d'onde de 580 nm à 700 nm — couleur optimale primaire rouge (longueur d'onde dominante à 602 nm, pureté d'excitation à 99 %).

L'objectif de la synthèse soustractive est de créer des couleurs équivalentes à un mélange de ces couleurs optimales primaires à partir de colorants bloc. Par exemple, un mélange de deux tiers de rouge avec un tiers de vert donnera un orangé. Pour y parvenir, on va utiliser des colorants bloc qui transmettent deux couleurs optimales primaires à la fois :
- le colorant bloc bleu-vert, dit cyan transmet toutes les longueurs d'onde de 400 nm à 580 nm et absorbe la couleur optimale primaire rouge ;
- la colorant bloc rouge violacé, dit magenta transmet toutes les longueurs d'onde de 400 nm à 490 nm et 580 nm à 700 nm et absorbe la couleur optimale primaire verte ;
- la colorant bloc jaune transmet toutes les longueurs d'onde de 490 nm à 700 nm et absorbe la couleur optimale primaire bleue.

De cette façon, chacun des colorants bloc absorbe une des couleurs optimales primaires : il procède par soustraction.
Pour éviter les confusions dans la discussion théorique, on appelle les couleurs de ces colorants bloc les couleurs fondamentales associées à une couleur optimale primaire. Cette distinction est importante en ceci que, à la différence des couleurs de la synthèse additive, pour lesquelles le spectre lumineux n'a pas d'importance pourvu que la couleur perçue soit convenable, tandis que pour une synthèse soustractive des couleurs, le spectre d'absorption du colorant, et non sa couleur, détermine la possibilité de son emploi.
Le colorant bloc bleu-vert (théorique) transmet toutes les longueurs d'onde de 400 nm à 580 nm. On peut, à l'aide des tables de fonctions chromatiques de la Commission internationale de l'éclairage, calculer que sa longueur d'onde dominante est de 490 nm avec une pureté d'excitation de 45 %.
Un colorant qui transmettrait parfaitement les longueurs d'onde de 480 nm à 495 nm et 5 % de toutes les autres longueurs d'onde pourrait donner la même perception visuelle colorée, caractérisée par la longueur d'onde dominante et la pureté d'excitation, mais il serait impossible de s'en servir pour la synthèse soustractive, sans compter qu'elle serait beaucoup moins lumineuse que le colorant bloc, dont la couleur optimale est la plus lumineuse possible pour une pureté d'excitation donnée.
En l'absence du colorant bloc qui l'absorbe, la couleur optimale primaire est au maximum. L'application de ce colorant réduit sa proportion, sans affecter celle des autres.

### Combinaison de colorants bloc

La synthèse soustractive : combinaison de colorants bloc.

On retrouve facilement les couleurs optimales primaires additives à partir du blanc — qui contient du rouge, du vert et du bleu — :
- pour obtenir du rouge, il faut supprimer le bleu avec le colorant bloc jaune, et le vert avec le colorant bloc magenta ;
- pour obtenir du vert, il faut supprimer le rouge avec le colorant bloc cyan, et le bleu avec le colorant bloc jaune ;
- pour obtenir du bleu, il faut supprimer le rouge avec le colorant bloc cyan, et le vert avec le colorant bloc magenta.

Pour les couleurs intermédiaires, on applique des quantités calculées de colorants bloc. Par exemple, supposons que l'on veuille obtenir un marron correspondant à la synthèse additive de 50 % de rouge et 25 % de vert. Il n'y a aucun bleu : on applique donc le colorant bloc jaune à 100 %. Pour conserver 25 % de vert, il faut en enlever 75 % : on applique le colorant bloc magenta à 75 %. Pour conserver 50 % de rouge, il faut en enlever 50 % : on applique donc le colorant bloc cyan à 50 %.
De même, pour obtenir un orange correspondant à 90 % de rouge, 50 % de vert et 10 % de bleu en synthèse additive, on applique 10 % de colorant bloc cyan, 50 % de colorant bloc magenta, et 90 % de colorant bloc jaune.
Pour chacun des domaines des couleurs optimales primaires, on soustrait — du maximum 100 % — la quantité indiquée par le colorant bloc qui en est la complémentaire. Le mélange des trois colorants bloc absorbe toute la lumière et il ne reste que du noir.

### Caractéristiques fondamentales
On remarque que :
- pour la synthèse soustractive, ce n'est pas seulement la couleur du colorant qui compte, mais son spectre ; même les couleurs fondamentales de la synthèse soustractive ne peuvent être monochromatiques ;
- Le spectre réfléchi ou transmis par la surface qui supporte la synthèse soustractive, et par conséquent la couleur, dépend aussi du spectre de l'illuminant ;
- les couleurs primaires obtenues par superposition de deux colorants bloc à 100 % sont plus saturées que les couleurs de ces colorants idéaux, puisque la plage de longueurs d'onde qu'elles laissent passer est plus étroite.

### Insuffisance
La synthèse des couleurs — qu'elle soit additive ou soustractive — ne permet de reproduire que les couleurs qui se trouvent dans une certaine gamme (gamut). Dans la synthèse soustractive, les couleurs ne peuvent pas être à la fois plus saturées et plus lumineuses que les couleurs des colorants qui servent à les produire. Cela est particulièrement sensible pour les couleurs correspondant aux rayonnements auxquels la vue est la plus sensible. Les imprimeurs connaissent des difficultés notables avec les orange vifs.
Le modèle de la synthèse soustractive néglige aussi d'autres propriétés importantes des colorants réels, particulièrement des pigments, constitués de particules assez grosses, faisant des couches colorées un milieu hétérogène. L'approximation de Kubelka-Munk tient compte de ce caractère des peintures et encres colorées, et propose une formule qui permet d'arriver à une meilleure prédiction de la couleur résultant d'un mélange après épreuve de chacune de ses composantes.

## Application

### Domaines
L'expression « synthèse soustractive des couleurs » ne s'applique en général qu'aux procédés industriels de reproduction des images, comme la photographie argentique en couleurs et surtout à l'impression en couleurs.
La combinaison de colorants pour obtenir des teintes déterminées dans des peintures ou des teintures n'est pas considérée comme une synthèse des couleurs. Ces techniques utilisent potentiellement l'ensemble des colorants disponibles. Elles étudient, en plus du résultat coloré sous divers éclairages, les possibles réactions chimiques, la stabilité dans le temps et la résistance à la lumière des produits.
L'activité des artistes peintres, qui disposent sur un support généralement blanc des pigments pour obtenir des images, suit ses propres règles, qui sont plutôt celles de l'interaction, que celles de la synthèse des couleurs. Les artistes ne limitent pas, la plupart du temps, leur palette à trois couleurs. Ils n'exploitent pas, en général, toutes les combinaisons des couleurs de base ; mais travaillent certaines familles de couleurs correspondant au ton général et aux tons locaux de leur ouvrage.

### Écarts à la théorie
Les colorants qui existent dans la réalité sont loin d'être des colorants bloc et la synthèse soustractive réelle est loin d'être parfaite. Pendant toute la période de l'usage généralisé de la photographie en couleurs, les fabricants ont rivalisé pour essayer d'améliorer le procédé. Les chimistes ont travaillé, pendant la première moitié du XXe siècle, à améliorer les colorants pour l'imprimerie. On arrive à de bonnes approximations pour le jaune, d'assez bonnes pour le cyan, mais les courbes d'absorption du magenta sont toujours éloignées de l'optimum.
Alors qu'un colorant bloc passe, dans le monde idéal de la théorie, d'une transmission totale à une absorption totale sans transition, les colorants réels passent progressivement d'une transmission partielle à une absorption imparfaite. En conséquence, la longueur d'onde dominante varie légèrement avec la concentration, en même temps que la saturation. On considère que les primaires du système additif associé au procédé soustractif ne sont pas stables.
Les principaux effets de l'imperfection des colorants se font sentir pour les teintes saturées, quand la concentration des colorants est forte. C'est ainsi que les imprimeurs connaissent toujours des difficultés avec les teintes des couleurs vives à forte densité de cyan et de magenta, dont les spectres sont particulièrement différents d'un colorant bloc. Comme ces colorants absorbent une bonne partie des rayonnements qu'ils devraient laisser passer, il existe un maximum de la saturation à une certaine concentration ; au-delà, la couleur s'assombrit et la saturation diminue.
Les laboratoires photographiques et les imprimeurs connaissent les minutieux réglages nécessaires pour parvenir au meilleur résultat possible, compte tenu de la nature de l'image à reproduire.

### Photographie en couleurs

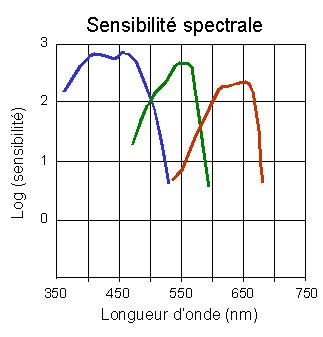
Courbes de sensibilité spectrale des couches sensibles d'un film argentique couleur.

La photographie argentique en couleurs est une application historique de la synthèse soustractive des couleurs. Pour la captation des images, le flux lumineux est divisé par des filtres en trois parties, l'une regroupant les lumières de faibles longueurs d'onde (bleues), la deuxième les lumières de moyennes longueurs d'onde (vertes) et la troisième les lumières de grandes longueurs d'onde (rouges).
La photographie argentique est un procédé essentiellement négatif : plus l'objet photographié est lumineux, plus l'image résultante est dense, donc sombre. Dans le procédé négatif-positif, l'épreuve inverse les valeurs une seconde fois, donnant sur l'image une clarté similaire à celle de l'objet ; dans le procédé inversible, avec lequel on produit les diapositives, on élimine chimiquement l'image négative après le développement, et on se sert de ce qui reste des cristaux d'argent sensibles pour développer une nouvelle image. Lorsqu'on veut photographier en couleurs, le flux lumineux de l'image traverse successivement trois couches d'émulsion sensible.

Schéma des couches d'un film négatif couleur.

Les filtres correspondant à chaque couche ont des teintes complémentaires aux primaires. Par exemple, la première couche est sensible au bleu. Plus la lumière est bleue, plus la couche est exposée ; comme elle est négative, c'est dire que plus la lumière est bleue, plus la première couche doit être jaune, bloquant les bleus. Idéalement, ces filtres devraient être de couleurs optimales ; en pratique, seul le filtre jaune s'en approche assez.
Des colorants sensibilisateurs rendent les cristaux d'argent de chacune des couches sensibles à une zone de radiations. D'autres colorants filtrent la lumière d'une couche à l'autre, et enfin, des colorants dits coupleurs vont permettre de remplacer les cristaux insolés, de chaque couche, par un colorant, au cours d'une opération chimique appelée développement chromogène.
Tous ces colorants influent sur la représentation des couleurs. Les colorants finaux sont créés au cours du développement chromogène, et les conditions de cette opération influent aussi notablement sur le résultat. Dans l'hypothèse d'un traitement parfaitement conforme aux attentes, les colorants finaux restent assez différents d'un colorant idéal. Ils absorbent une partie des longueurs d'onde qui devraient les traverser sans atténuation, amenant un déplacement des primaires lorsque la concentration en colorant croît : les jaunes tendent vers l'orangé, les magentas vers le rouge et les cyans vers le bleu. Pour compenser ces écarts, le développement inclut la formation, soit dans les parties exposées, soit dans les parties non exposées, de masques qui en corrigent une partie.
Les professionnels compensent autant que possible ces écarts : les éclairagistes en tiennent compte dans le filtrage des lumières, les techniciens de laboratoire privilégient en général le rendu des tons de peau, auxquels les spectateurs sont plus sensibles, au détriment de l'exactitude du rendu des couleurs plus vives.

### Imprimerie

Courbes de réflectance des encres cyan, magenta et jaune et du support papier pour l'impression en quadrichromie.

#### Quadrichromie
La norme ISO 2846 définit la couleur et la transparence des gammes d’encre cyan, magenta et jaune d’impression en quadrichromie dans des conditions précises de laboratoire pour garantir une homogénéité des processus d'impression.
Ces courbes s'éloignent plus que celles de la photographie en couleurs d'un colorant idéal. En conséquence, il est impossible de retrouver les couleurs primaires à partir des couleurs fondamentales.
Les colorants bloc jaune et magenta absorbent respectivement le bleu et le vert, et leur superposition devrait laisser le rouge.
Les colorants réels absorbent, ensemble, environ la moitié du rouge, et ils laissent passer un peu de bleu et surtout du vert. Le rouge formé est moins pur et plus orangé que l'idéal.

Les gamuts sont des triangles en synthèse additive, pas en synthèse soustractive.

En conséquence, la séparation quadrichromique, c'est-à-dire l'établissement des quantités d'encres nécessaires pour l'obtention des couleurs, est notablement plus compliquée que dans les calculs théoriques avec des colorants bloc.
En théorie, les trois couleurs primaires permettent d'imprimer toutes les couleurs existantes à l'intérieur du gamut. En imprimerie on ajoute le noir aux trois couleurs fondamentales pour plusieurs raisons : 
- le noir est une composante fréquente de toutes les images. Il y a beaucoup plus de couleurs grisées que de couleurs éclatantes. Pour faire du noir avec les colorants des couleurs fondamentales, il faut trois fois plus de produit qu'en le faisant directement avec du noir. L'excès d'encre est un problème en imprimerie ;
- les trois encres de couleurs fondamentales ne permettent pas l'obtention d'un noir neutre et profond. Les pigments des encres primaires ne sont pas des colorants bloc (surtout le magenta) et leur transparence est inégale (problème de superposition) ;
- augmenter le contraste du fichier correspondant au noir permet d'augmenter le rendu des détails de l'image et des noirs profonds ;
- les encres colorées sont plus coûteuses ;
- les encres colorées sont moins stables dans le temps ;
- l'encre noire permet avantageusement dans les tons noirs et les teintes tertiaires sombres et désaturées de se substituer à elles par un traitement spécial appelé « retrait de sous-couleurs » ou mieux par la « stabilisation des gris » plus complexe et qui nécessite l'emploi d'un logiciel adapté.

À l'inverse, lorsqu'une illustration prévoit dans une quadrichromie de placer un bandeau d'aplat noir, on applique généralement une quantité de cyan ou de magenta (généralement 40 % de la primaire pour 100 % de noir) sous le noir pour le rendre plus puissant, c'est ce que l'on appelle un noir avec soutien.

#### Hexachromie
Une qualité de reproduction supérieure s'obtient en augmentant le nombre de couleurs fondamentales. L'hexachromie en utilise cinq plus le noir. Si ces couleurs sont prises en dehors de celles qui peuvent être rendues par les trois premières, elles étendent le champ chromatique possible. On peut aussi choisir des pigments de teintes pâles. En général l'imprimerie ne mélange pas les pigments, mais les juxtapose dans des trames de points. Lorsque les couleurs sont pâles, les points, plus petits, deviennent plus visibles. Des pigments plus pâles permettent de grossir les points, avec une trame moins visible. C'est pour cette raison que des imprimantes à jet d'encre ajoutent deux à cinq couleurs pâles aux trois fondamentales.